# 3e armée interarmes de la Garde
Pour les articles homonymes, voir 3e armée.
La 3e armée interarmes de la Garde (en russe : 3-я гвардейская общевойсковая армия, en abrégé 3 ОА), de son nom complet la 3e armée interarmes de la Garde Lougansko-Severodonetskiï (en russe : 3-я гвардейская Луганско-Северодонецкая общевойсковая армия), est une grande unité des  forces terrestres russes.
Elle est composée d'unités levées à partir du printemps 2014 dans la partie sécessionniste de l'oblast ukrainien de Louhansk, formant ensemble la « milice populaire de la RPL » (Народная милиция ЛНР). Cette milice bénéficie de l'aide russe lors de la guerre du Donbass, pour son équipement, son armement et son encadrement.
La milice est ensuite renommée 2e corps d'armée, ce dernier est placé jusqu'en 2024 sous le commandement de la 8e armée russe, bien que la RPL s'autoproclame indépendante. En février 2022, le corps participe à l'invasion de l'Ukraine. En septembre 2022, le 2e corps est intégré dans l'armée de terre russe à la suite de l'annexion du Donbass par la Russie. Le corps est transformé en armée en 2024 et prend le nom de 3e armée.

## Historique

### Guerre du Donbass
L'unité précurseuse du corps est la milice populaire de la république populaire de Lougansk, basée sur l'armée du Sud-Est. Cependant, la milice populaire est officiellement formée le 7 octobre 2014 par décret n ° 15 du chef de la RPL Igor Plotnitski,. Oleg Bougrov, est nommé le commandant en chef par intérim.

### Invasion russe de l'Ukraine
Le 19 février 2022, la mobilisation générale débute dans la RPL pour 80 % des salariés, entraînant la fermeture des mines, des transports en commun, la paralysie des services urbains et publics.
À partir du 24 février 2022, l'unité participe à l'invasion russe de l'Ukraine.
À la suite de l'annexion de la région de Lougansk par la Russie le 30 septembre 2022, la Douma d'Etat de la fédération de Russie approuve le 3 octobre une loi prévoyant l'intégration rétroactive obligatoire des formations armées dans les forces armées russes.
Le 31 décembre 2022, le 2e corps d'armée est officiellement inclus dans les forces armées russes et subordonné à la 8e armée de la Garde.
Depuis août 2023, le commandant du corps est le major-général Dmitri Sergueïevitch Ovtcharov.
En 2024, le corps est transformé en armée et prend le nom de 3e armée interarmes de la Garde.

## Composition

### En 2022
- 123e brigade de fusiliers motorisés de la Garde nommée d'après Kliment Vorochilov, ex 2e brigade de fusiliers motorisés, casernée à Louhansk (Lougansk en russe) ;
- 4e brigade de fusiliers motorisés, à Khroustalny (Krasny Loutch) ;
- 7e brigade de fusiliers motorisés Tchistiakovskaïa (« de Tchistiakovo »), à Brianka (transférée de la milice de la RPD à celle de la RPL fin 2015) ;
- brigade d'artillerie, à Louhansk ;
- 6e régiment de fusiliers motorisés cosaques, à Kadiïvka (Stakhanov) ;
- régiment indépendant du commandant (service de garde d'honneur), à Louhansk ;
- 4e bataillon indépendant de chars, à Louhansk ;
- bataillon indépendant de missiles antiaériens, à Louhansk ;
- bataillon de reconnaissance, à Louhansk ;
- bataillon de commandement, à Louhansk ;
- bataillon de soutien logistique, à Louhansk.

S'y rajoutent des unités peu mobiles et moins bien équipées :
- 11e bataillon de défense territoriale « Ataman », à Louhansk ;
- 12e bataillon de défense territoriale « Rome », à Dovjansk (Sverdlovsk) ;
- 13e bataillon de défense territoriale Koulkin, à Rovenky (Rovenki) ;
- 14e bataillon de défense territoriale « Fantôme », à Altchevsk ;
- 15e bataillon de défense territoriale « URSS Brianka », à Brianka ;
- 16e bataillon de défense territoriale « Liéchi », à Antratsyt (Antratsit) ;
- 17e bataillon de défense territoriale, à Perevalsk ;
- 18e bataillon de défense territoriale Pohodnïi, à Khroustalny.

Enfin, la mobilisation générale de 2022 a eu comme conséquence la formation de régiments composés de réservistes :
- 202e régiment de fusiliers ;
- 204e régiment de fusiliers ;
- 208e régiment de fusiliers ;
- 254e régiment de fusiliers.

### En 2023
- 4e brigade indépendante de fusiliers motorisés[11] ;
- 6e régiment de fusiliers motorisés cosaques[11] ;
- 7e brigade indépendante de fusiliers motorisés de la Garde[11]
- 85e brigade indépendante de fusiliers motorisés[12]
- 88e brigade indépendante de fusiliers motorisés
- 123e brigade de fusiliers motorisés de la Garde[13]
- 2e brigade d'artillerie de la Garde[14]